# 対魔忍シリーズ
対魔忍シリーズ（たいまにんシリーズ）は、2005年10月にLiLiTHのBLACK LiLiTHレーベルより発売された『対魔忍アサギ』を第1作とする美少女ゲーム/アダルトゲームのシリーズである。総称や略記には対魔忍、対魔忍シリーズ、TNAなどがある。
本項目では、これらのゲームを原作とするメディアミックスについても記述する。

## 概要
| 2005 | 対魔忍アサギ                              |
| 2005 | 対魔忍アサギ外伝 カオス・アリーナ編       |
| 2006 | 対魔忍アサギ完全版                        |
| 2006 | 対魔忍アサギ2 淫謀の東京キングダム        |
| 2007 |                                           |
| 2008 | 対魔忍アサギ外伝 the Nightmare            |
| 2008 | 対魔忍ムラサキ 〜くノ一傀儡奴隷に堕つ〜   |
| 2009 |                                           |
| 2010 | 対魔忍アサギ外伝 サマーデイズ             |
| 2011 | 対魔忍ユキカゼ                            |
| 2011 | 対魔忍アサギ PREMIUM BOX                  |
| 2011 | 対魔忍アサギ2 淫謀の東京キングダム 完全版 |
| 2012 | 対魔忍アサギ3                             |
| 2013 |                                           |
| 2014 | 対魔忍アサギ 決戦アリーナ                 |
| 2015 | 対魔忍ユキカゼ ANIMATION                  |
| 2015 | 対魔忍ユキカゼ2                           |
| 2015 | 対魔忍 紅                                 |
| 2016 |                                           |
| 2017 |                                           |
| 2018 | 対魔忍アサギZERO                          |
| 2018 | 対魔忍RPG / 対魔忍RPGX                    |
| 2019 | ママは対魔忍                              |
| 2019 | アクション対魔忍                          |
| 2020 |                                           |
| 2021 |                                           |
| 2022 |                                           |
| 2023 | 対魔忍GOGO!                               |

本シリーズは、近未来を舞台に、対魔忍と呼ばれる忍者たちの「死線のエロス」を描いたアダルトゲームであり、作家の個性が表れたテキスト表現と、グラマラスなキャラクターのビジュアルによって根強い人気を得ている。
本シリーズはLiLiTHの代表作とも称されており、販売本数は累計36万本。主なゲームシリーズのラインアップは表の通り。
性的なアダルトシーンでは輪姦（強姦）、調教、触手責め、性的奴隷、ふたなり、寝取られ、失禁、BDSM（サディズム、フェムドム、ポゼッションプレイ）、異種姦、異物挿入、妊婦フェティシズム、丸呑みフェティシズムなどの描写以外に、キャットファイト、拷問、殺害、人体切断（爆破）、身体改造などの暴力的・猟奇的なプレイもある。メインキャラクターのヒロインは善玉悪玉を問わず性交未経験者という設定も多く、処女喪失がそれらの過酷な内容になるというのも1つのパターンとなっている。
監督ほかを務める笹＠（現笹山逸刀斎）が同じく手掛ける『監獄戦艦』シリーズと比較すると、作品によってユーザー層を考えてアダルト描写を変えるコンセプトがある。
原作ゲームの数作でキャラクターのデザイン/原画を担当するカガミは、アヘ顔の表現にむらかみてるあきから影響を受けたと語っており、当シリーズではOVA版『対魔忍アサギ』にて間接的に両者の共演が実現している。
BGMの音楽鑑賞機能は『紅』『ZERO』『ママ』に限られ、それ以外は『PREMIUM BOX』の限定特典や『LILITH VOCAL COLLECTION』などのCDアルバムにて一部の数曲が収録されている。
2013年4月1日のエイプリルフールには、“くのいちハートフルラブコメディあどべんちゃ〜”『対魔忍だけど恋がしたい!』、“雷撃魔法少女学園バトルあどべんちゃ〜”『魔法少女ユキカゼちゃん』と題したスピンオフ2作の発売決定報と描き下ろし含むキャラクター設定画などのジョークコンテンツを公式ウェブサイト上で公開した結果、サーバーダウンするほどのアクセスを記録したという出来事があった。
ゲーム内容は、選択肢によって分かれていくマルチエンディング制のテキストアドベンチャーで、「敵対者に抵抗手段を奪われたヒロインが、凌辱される中、あるいは一線を越える前に、自由の身になり逆襲に転じる、あるいは逃亡することができるか」というのがほぼ共通する大筋の展開である。
2018年には一般向けと成人向けの2タイトル制を採用したブラウザゲーム『対魔忍RPG』がサービスを開始した。それ以降、『アクション対魔忍』などの一般向けの展開も行われている。また、成人向けの買い切り作品においては、先述の内容やパターンと必ずしも一致しない『ママは対魔忍』もシリーズに加わっている。

## 対魔忍アサギ
『対魔忍アサギ』（たいまにんアサギ、TAIMANIN ASAGI）は、2005年にLilithより発売されたアダルトゲームであり、対魔忍シリーズの通算1作目である。
同作では最強の対魔忍・井河アサギが闇と腐敗に立ち向かう様子が描かれており、個性的なキャラクターやニッチなHシーンはのちにネットミームにもなった。
2005年には外伝である『対魔忍アサギ外伝 カオス・アリーナ編』が発売された。

## 対魔忍アサギ2 淫謀の東京キングダム
『対魔忍アサギ2 淫謀の東京キングダム』（たいまにんアサギツー いんぼうのとうきょうキングダム、TAIMANIN ASAGI SECOND）は、対魔忍シリーズの通算4作目である。1作目『アサギ』から1年後の世界を舞台に、人工魔族・沙耶や、朧クローンとの対決を描いている。また、「対魔忍は内務省の傘下組織である」、「対魔忍は魔族の末裔であり、祖先の血によって覚醒する」といった設定はのちのシリーズ作品にも受け継がれた。

## 対魔忍アサギ外伝 the Nightmare
『対魔忍アサギ外伝 the Nightmare』（たいまにんアサギがいでん ザ ナイトメア）は、対魔忍シリーズの通算5作目であり、外伝に当たる。初出はリリスブランドのオムニバス作品『LILITH-IZM02 中出し/孕ませ編』である。
1作目『アサギ』含『カオス・アリーナ編』におけるカオス・アリーナでの試合で語られなかった一戦と凌辱をアサギの回想という視点で描いた話（以下前半）と、『[アサギ2』の後に起きた、クローンのアサギとボーガンの出会いと別れをボーガンの視点で描いた話（以下後半）というシナリオ構成になっている。
アサギ・朧の表情などの基本設定が一新されており、アサギは当作から間もない約2か月後にリリースされた『ムラサキ』に先駆けての対魔忍スーツ変更、朧は当作から約4年後にリリースされた『アサギ3』に先駆けての忍装束変更や新規の黒いドレス衣装などが採用されており、これらの姿で旧設定のころである前半および後半を描いている。
『PREMIUM BOX』にも一部内容を変更したうえで収録されている。
あらすじ
前半

後半
元兵士の男性リカルド・ボーガンは、かつてアサギと闘って敗れ、脚の自由を奪われながらも伝言役として見逃されたことを恨んでいた。ある日、彼は奴隷娼婦となっていたアサギを買う形で復讐を遂げ、以来彼女の元へ通い続ける。そのうち彼女の妊娠が判明すると、リカルドの中で彼女に対する愛情が芽生える。しかし。出産前夜、もう一人のアサギが現れる。実はリカルドが買ったアサギはクローンであり、本物のアサギがクローンを始末する様子を目の当たりにしたリカルドは、ショックのあまり精神崩壊する。

## 対魔忍ムラサキ 〜くノ一傀儡奴隷に堕つ〜
『対魔忍ムラサキ 〜くノ一傀儡奴隷に堕つ〜』は、対魔忍シリーズの通算6作目であり、2008年10月に発売された。同作は1作目から『アサギ2』までの1年の間を舞台に、魔界の医療技術を持つ外科医桐生佐馬斗の視点から、さくらの相棒・八津紫を描いており、桐生の異名である「魔科医」はのちのシリーズにも受け継がれた。
『PREMIUM BOX』には、一部内容を変更したうえで収録されているほか、スピンオフとして敵キャラクター・イングリッドに焦点を当てたOVA『魔界騎士イングリッド』などがある。

## 対魔忍アサギ外伝 サマーデイズ
『対魔忍アサギ外伝 サマーデイズ』（たいまにんアサギがいでん サマーデイズ）は、対魔忍シリーズの通算7作目であり、初出はリリスブランドのオムニバス作品『LILITH-IZM04 褐色編』である。同作は、アサギ・さくら・紫の3人のバカンスの顛末を描いており、時系列上では『ムラサキ』と『アサギ2』の間に当たる。
『PREMIUM BOX』にも一部内容を変更したうえで収録されている。
あらすじ
ある夜、魔獣との闘いで浴びた返り血の影響で退魔の技が使えなくなってしまったアサギ、さくら、紫は、身を隠すことと休暇を兼ねてプライベートビーチに訪れていた。一方、これまで情報屋として協力していた魔族のブッカは、かねてより恋慕していたアサギを我が物にできる千載一遇の好機とみてアサギの前に現れる。彼はアサギが1人になったところを昏睡させ洞窟に連れ去り、探しに来たさくらと紫も含めて凌辱した。だが、凌辱されたアサギは魔の力を取り戻し、ブッカを鍾乳石で刺殺した。

## 対魔忍ユキカゼ
『対魔忍ユキカゼ』（たいまにんユキカゼ、TAIMANIN YUKIKAZE）は、対魔忍シリーズの通算8作目である。
同作は、シリーズ1作目『対魔忍アサギ』から6年後の世界を舞台に、若き対魔忍・水城ゆきかぜと秋山凜子の活躍および、ゆきかぜの恋人である秋山達郎から見た「寝取られ（NTR）」をテーマとしている。
同作はライトユーザー向けの作品に位置付けられており、原作者の笹山逸刀斎は同作によってファン層が広がったとKADOKAWAが運営する美少女ゲーム専門のニュースサイト「TG Smart」とのインタビューの中で述べている。
2015年5月29日には、続編となる『対魔忍ユキカゼ2』が発売された。

## 対魔忍アサギ PREMIUM BOX
『対魔忍アサギ PREMIUM BOX』（たいまにんアサギ プレミアム ボックス、A COMPLETE GAME OF TAIMANIN）は、対魔忍シリーズの通算9作目（同時発売の『アサギ2 完全版』を先とすれば10作目）である。前作の『ユキカゼ』と、第1作目『アサギ』および『アサギ2』の原作（いわゆる無印）を除いた過去作を外伝も含めてDVD1枚に収録し、特典として『アサギ2』と『ムラサキ』から選曲された18曲を収録するサウンドトラック『ASAGI O.S.T.』が同梱されたタイトル。ラインアップは以下の通り。
- 対魔忍アサギ 完全版
- 対魔忍アサギ外伝 カオス・アリーナ編
- 対魔忍アサギ2 淫謀の東京キングダム 完全版
- 対魔忍アサギ外伝 the Nightmare
- 対魔忍ムラサキ 〜くノ一傀儡奴隷に堕つ〜
- 対魔忍アサギ外伝 サマーデイズ

しかし単なるオムニバスではなく、唯一『アサギ2 完全版』のみを除いて以下の変更が加えられているため、完全移植ではなくリメイクないし再リメイク版になっている。
- 画面サイズを1024×768に拡大して統一。
- 全てのタイトルをディレクターズカット版としての演出に一新。
- 『アサギ 完全版』と『the Nightmare』の音声の一部を再録。

## 対魔忍アサギ3
『対魔忍アサギ3』（たいまにんアサギスリー、TAIMANIN ASAGI 3）は2012年12月28日に発売されたアダルトゲームである。
1作目『アサギ』から10年後（前作『ユキカゼ』からは4年後）の世界を舞台とした同作は、対魔忍とエドウィン・ブラックの戦いの行方を主題としているほか、アサギの宿敵・朧の出自についても言及されている。また、世界の再創造というモチーフは『決戦アリーナ』および『RPG』にも受け継がれている。

## 対魔忍アサギ 決戦アリーナ
『対魔忍アサギ 決戦アリーナ』（たいまにんアサギ けっせんアリーナ、NEAR FUTURE SHINOBI TAIMANIN STORIES）は、2018年9月25日にDMM GAMESおよびFANZAより運営開始されたアイテム課金（基本プレイ無料）制ソーシャルゲームである。シリーズ初のソーシャルゲームである同作は、アドベンチャーゲームとカードゲームを組み合わせた内容となっている。
『決戦アリーナ』は、アサギとブラックの戦いが続くパラレルワールドを舞台としており、かつて対魔忍と対立関係にあった忍びの一族・ふうま一族の生き残りである小太郎とその異母姉兼執事の時子がお家復興を目指す内容となっている。

## 対魔忍ユキカゼ2
『対魔忍ユキカゼ2』（たいまにんユキカゼツー、TAIMANIN YUKIKAZE 2）は、2015年5月29日に発売されたアダルトゲームであり、『対魔忍ユキカゼ』の続編であり、前作『ユキカゼ』と『アサギ3』の間に起きた出来事を題材としている。

## 対魔忍 紅
『対魔忍 紅』（たいまにんくれない、TAIMANIN KURENAI）は、対魔忍シリーズの通算15作目である。
同作は、吸血鬼の血を引く主人公・ 心願寺紅と槇島あやめの出会いから、凌辱やフェリシアとの死闘の末にあやめとともに吸血鬼化して対魔忍を辞するまでを描いた物語である。
1作目『アサギ』よりも前の時代を舞台としており、紅の後任にアサギが就いたという設定が存在するほか、一部のエンディングには学生時代のアサギが登場する。

## 対魔忍アサギZERO
『対魔忍アサギZERO』（たいまにんアサギゼロ、NEAR FUTURE KUNOICHI ADVENTURE）は、 2018年8月31日に発売されたアダルトゲームであり、対魔忍シリーズの通算16作目である。
対魔忍アサギ10周年記念作品として制作された 同作は、『対魔忍アサギ3』にて再創造された世界を舞台に、井河アサギが組織としての結成されたばかりの対魔忍に加入するまでを描いている。

## 対魔忍RPG / RPGX
『対魔忍RPG』（たいまにんアールピージー、NEAR FUTURE SHINOBI TAIMANIN STORIES）は、2018年9月25日にDMM GAMESおよびFANZAより運営開始されたアイテム課金（基本プレイ無料）制ソーシャルゲームである。
同作は対魔忍シリーズの通算17作目であると同時に、対魔忍アサギ10周年を記念して作られた。
同作のシステムはコンピュータRPGであり、最大6人（うち1人はサポート）のユニットを編成して敵と戦う内容となっている。
同作はブラウザとAndroidに対応しており、それぞれ全年齢版『対魔忍RPG』と18禁版『対魔忍RPGX』（…エックス）というタイトルで配信されている。
このうち、『対魔忍RPGX』は特定の条件を満たすと開放されるキャラクターの回想（イベント）において性的描写が存在する。
同作は、『決戦アリーナ』にて再創造された世界を舞台にしており、主人公であるふうま小太郎が五車学園の学生であるなど、『決戦アリーナ』から大幅に設定が変更されたキャラクターも存在する。

## ママは対魔忍
『ママは対魔忍』（ママはたいまにん、MAMA WA TAIMANIN）は、対魔忍シリーズの通算18作目であり、対魔忍を引退して主婦となった吉沢加奈とその関係者である杉田夏鈴を描いた作品である。『決戦アリーナ』に参加したさのとしひでが原画およびキャラクターデザインを手掛けている。
当記事では『ママ』と略記する。PCパッケージ版のみ特典が封入される。アプリ版は機能の制限や、ストレージに1.747ギガバイト以上の空き容量が必須となる。
本作ではリリス系作品の通例となっているブランドロゴとアンケートガイドの画面で終了するという、いわゆるバッドエンドは存在せず、どちらでも家庭崩壊は免れない「健也のペットエンド」と「悪堕ちした元対魔忍エンド」の2つの結末でクロージングクレジットが流れる構成となっており、前者の場合は夏鈴の秘密やHシーンが無く、謎の男も夏鈴との初戦以降は登場しないなど、母親失格に至るまでの経緯を異なる史実で描いていくというシナリオとなっている。
あらすじ
吉沢加奈は、対魔忍を引退した後、夫と一人息子と幸せな家庭を送っていた。一方、現役の対魔忍である杉田夏鈴は、元対魔忍の主婦が失踪する事件を追っていた。
登場人物
吉沢 加奈（よしざわ かな）
声 - ヒマリ
元対魔忍。吉沢慎吾と結婚した事で引退し、悟を出産。家族には対魔忍だった過去は秘密にしたまま主婦として生活している。フィンガーガードや柄頭にスパイクが付いたトレンチナイフを得物とする。
杉田 夏鈴（すぎた かりん）
声 -御苑生メイ
現役の対魔忍。右手で扱う銃と左手で扱うワイヤーを得物とする。

### 評価（ママ）
テックジャイアンによると、『ママ』は2019年4月のプロップ通販の美少女ゲーム売上ランキングTOP15では首位を獲得したほか、同時期のトレーダー秋葉原3号店の美少女ゲーム売上ランキングTOP15の第3位にランクインした。

## アクション対魔忍
『アクション対魔忍』は、2019年12月24日にサービスを開始したiOS/Android用ゲームアプリ。
2019年9月12日に開催された東京ゲームショウ2019にてプレイアブル出展された。
本作の世界観は、シリーズ内の他作品のパラレルワールドという位置づけであり、プレイヤーが国際的組織・対魔忍特務中隊の指揮官としてアサギたち対魔忍と協力しながら様々な事件を解決する内容である。
アクションRPGである本作は、3DCGで描かれたキャラクターをゲームパッドで操作する方式がとられている。

## 対魔忍GOGO!
『対魔忍GOGO!』は、株式会社Gremoryより配信・運営されているスマートフォン（iOS / Android）向けゲームアプリであり、対魔忍シリーズの通算20作目である。
同作は2023年5月16日から2024年1月26日までサービスを展開していた。
同作では『アサギ1』の出来事により人間と魔族の交流が進んだ10年後の世界を舞台に、この世界へ転生してしまった人物を主役としている。

## ストーリー・設定
『対魔忍ユキカゼ 対魔忍魔調教に堕つ』『対魔忍ユキカゼ 対魔忍は淫獄に沈む』『淫獄都市の雌忍』『漫画版アサギ3』のストーリーについては、ゲームをほぼそのまま踏襲しているためここでは別記せずに割愛する。
本シリーズは、人間の堕落により、魔族との間に結んだ相互不干渉という暗黙のルールが破綻し、人間と魔族が結託した企業や犯罪組織によって混乱した近未来の日本を描いており、「対魔忍」たちは魔に対抗できる者という設定である。

### 設定
世界観は妖魔の類が古代から魔界と共に存在し、ヒトの住む人間界との間で暗黙的に干渉しすぎないように付き合ってきたという時代背景がある近未来（サイバーパンク）で、枠組みが変化して誕生した中華連合と米連の2大国家に、唯一魔界へのゲートが通じている国として特別視されている日本をほぼ全作で舞台とする。科学系の技術も進んでおり、決戦アリーナ以降は人造人間や巨大ロボットまで幅広く実用化している。
対魔忍（たいまにん）
忍者をルーツとし、生まれつき魔に対抗できる対魔（退魔とも）の素質と、1人につき1つの忍法を有しているのが特徴で、それらはいずれも超人的な特殊能力で一騎当千にあたいし魔族をも恐れさせる所以となっている。得物は刀から銃まで様々で、衣装は所々が金属製のパーツで補強され特殊な素材で出来ている対魔忍スーツ（対魔忍衣装、対魔忍服とも）を着用している。特に女性の対魔忍スーツは敵対者からは加虐心をそそられるシンボルでもあり、ほぼ全作で凌辱時にコスプレ衣装扱いされるのが1つのパターンになっているが、男女の対魔忍で交わる際もスーツの場合が多い。ちなみに女性に限らず、男性対魔忍もそちら方面での価値が非常に高い。
様々な家系があり、さらに1つの家系にも姓を異にする上忍・下忍・本家・分家といった上下関係や対立構造もある。たとえば、紫の出身である八津家は、アサギの出身である井河家の下忍である。
『アサギ2』にて力の起源が魔族とヒトとの交雑によるものだったことが井河アサギの覚醒によって判明し、さらに『アサギ3』でDSOの研究によって「対魔粒子」と名付けられた未知の物質も個々の強さに影響していることが仮説された。また、ふうまは実力者の設定が『紅』から『ZERO』までのシリーズと『対魔忍RPG』では“ふうま八将”のみで、『決戦アリーナ』単独では犬猿の仲であるふうま親子の世代で異なり弾正時代が前述、小太郎時代が“ふうま七衆”と差別化されている。
忍法
対魔忍が有する特殊能力で、異能（アサギ、さくら、紫、凜子、不知火、仮面の対魔忍、浩介、炎美、『決戦アリーナ』の小太郎、時子、あやめ、鹿之助ほか）・呪術（朧）・超人（蛇子ほか）・攻撃/防御（ゆきかぜ、達郎、アスカ、紅ほか）などの系統に分けられている。また、異能系の中には房術と別称されるものも存在し、超人系のうち、獣に変じる忍法の一種である獣遁使いは獣化忍とも呼ばれる。
調査第三部（セクションスリー）
内務省公共安全庁の部署の1つ。1作目で事実上組織崩壊したアサギたち対魔忍の『ムラサキ』以降の新たな拠り所。
五車町
関東圏の某地にある町で、かつては対魔忍の里と呼ばれていた。町内には、政府直轄の対魔忍育成機関・五車学園（ごしゃがくえん）があり、登場人物の多くが生徒や教職員として関わっている。
魔族
魔界の住人で、妖魔とも呼ばれている。貴族（高位）による弱者（下等）への差別が存在する社会階級（弱肉強食）の概念があり、吸血鬼、オーク、ナーガ族、淫魔など複数の種族に分かれてもいる。
魔界医術
魔界と人間界の医術を合わせたもので、魔族とヒトを問わない魔科医（まかい）と呼ばれる者によって駆使される。本来の目的である治療以外の成果・内容が少なくはなく、媚薬や魔薬の製造、性感帯の感度を3000倍にする身体改造、淫獣などを利用しての洗脳、魔族とヒトの合成による延命、さらには死者蘇生などの要素でシリーズを通して登場している。
東京キングダム
東京キングダム・シティ、魔都とも。東京湾に建設された人工島の通称で、かつては政府主導で都市開発が進められたが、現在では魔界の住人も入り混じった闇社会が構築され無法地帯になっており、暮らしている女性のほとんどは娼婦、マフィアの情婦あるいはボス、薬物中毒者という荒廃状態にある。
他地域においても同様の無法地帯が存在しており、このうち近畿地方にあるアミダハラは『鋼鉄の魔女アンネローゼ』の舞台である。
カオス・アリーナ
東京キングダムにある闇の闘技場。1作目で壊滅したのち『ムラサキ』で再建されるもまた壊滅し、以降は後述のデモンズ・アリーナが取って代わった。
ノマド
エドウィン・ブラックによって創設された多国籍複合企業体で、本拠地は米連にある。表向きは企業グループだが、非合法な商売を行う魔族組織という裏の顔を持つ。
中華連合
正式名称は、大中華アジア連合共和国。かつて台湾に侵攻した「台湾危機」での交戦史により、米連とは長らく敵対している。
龍門（りゅうもん）
キングダム島内で暗躍している犯罪組織の1つで、ノマドとは縄張り争いで敵対している。『紅』の時代には、ハレルヤという薬物を扱っていたが、淘汰された。
米連（べいれん）
正式名称は、アメリカ及び太平洋諸国連邦。かつてのアメリカ大陸/東南アジア/台湾/朝鮮半島の一部が1つになった連邦制国家。中華連合とは30年ほど前に起こった「台湾危機」の紛争以来の犬猿の仲になっている。『アサギ3』では、米連国防総省の下部機関・DSO（防衛科学研究室）の日本支部が登場する。
ヨミハラ
首都圏外郭放水路から徒歩で丸一日以上かかる地中300メートル先にある闇の地下都市。ノマドの支配下にあり、東京キングダム以上に危険とされている。ヨミハラにはリーアルが経営する「アンダーエデン」や天堂数馬が経営する「グリードハウス」がある。
時系列
シリーズ上の完結篇と位置付けられている『対魔忍アサギ3』までの時点で10年の歳月が流れており、主なゲームシリーズ劇中の正史と思しき設定における順番は『紅』→『アサギ』『カオス・アリーナ編』『the Nightmare（前半）』→『ムラサキ』→『サマーデイズ』→『アサギ2』→『the Nightmare（後半）』→『ユキカゼ』→『ユキカゼ2』→『アサギ3』→『ZERO』の順で新しい時代となっている。

## 評価
- メディアクリップ（Media Clip）
  - 『アサギ』☆4/5、『アサギ完全版』☆3/5、『カオス・アリーナ編』☆3/5、『the Nightmare』☆3/5[注 11]、『ムラサキ』☆4/5、『アサギ2』☆4/5、『アサギ2完全版』☆4/5、『サマーデイズ』☆3/5[注 11]、『ユキカゼ』☆4/5、『アサギ3』☆5/5、『紅』☆4/5、『ZERO』☆5/5という「お薦め度」[43]。

## 企画
Kiss×LiLiTH 対魔忍プレイ&対魔忍スーツKiss (ブランド)の『カスタムメイド3D2』とのコラボで、『カスタムメイド3D2 オフィシャルファンブック』付属アペンドディスクにて、シナリオ「対魔忍プレイ」と、『アサギ3』でのアサギの紫色の対魔忍スーツを再現したカスタマイズ「対魔忍スーツ」が収録された。

## OVA
『魔界騎士イングリッド』『ユキカゼ』『アサギ3』のOVAは該当記事を参照。

## 小説
『ユキカゼ』『ムラサキ』『アサギ3』『アサギZERO』の小説は該当記事を参照。

### 対魔忍アサギ 恥虐の暗黒遊戯
原作LiLiTH、著者Kyphosus、挿絵2号、表紙カガミ（新書版）によるオリジナルストーリーで、『アサギ2』の後日譚にあたる。コミカライズもされた。
ゲームの『アサギ2』にてクローンの朧を殺した“吸血鬼の朧”と、アサギの死闘を描いている。
小説を執筆したKyphosusは、DL-Siteのブログサービスの記事の中で、物語の中で繰り広げられる奇抜なゲームは、漫画『ギャンブルフィッシュ』をヒントにしたと明かしている。
- 『対魔忍アサギ 恥虐の暗黒遊戯』二次元ドリームノベルズ302、2009年12月9日発売、ISBN 978-4-86032-830-6

あらすじ
朧クローンが率いる龍門一派との闘いから間もないある日、アサギとさくらは突如現れたくノ一・銀の襲撃を受け、囚われの身となる。そこへスネークレディが現れ、アサギたちの肉体を改造し、昼夜問わず衆人環視の中で調教する。さらに、吸血鬼として復活した朧が調教に参加する。一方、銀は自らの故郷を破壊した黒幕が朧であることを知り、彼女と対峙する。そこへ、アサギが血液を利用して朧に反撃する。朧は自ら首だけとなり、スネークレディはその首を携えて逃走する。
登場人物
- 新規の登場人物のみ記載

銀（ぎん）“吸血鬼の朧”とスネークレディに従うくノ一。一人称は「オラ（オイラ）」で、訛りが強い。「神寄山の銀」「人狼の女戦士」などとも呼ばれ、忍刀の斬撃を素手で防ぐ易筋行と、「狗賓の技」と称する体術の使い手で、アサギの殺陣華とさくらの影遁の術のコンビ技をも容易く打ち破った。

### ママは対魔忍 (小説)
原作Black Lilith、著者蝦沼ミナミ、挿絵さのとしひで
- 『ママは対魔忍』ぷちぱら文庫344、2020年2月28日発売、ISBN 978-4-8015-3014-0

### ママは対魔忍 乱れ堕ちる熟くノ一
原作Black Lilith、著者新居佑　挿絵えれ2エアロ（新書版）　
- 『ママは対魔忍 乱れ堕ちる熟くノ一』二次元ドリームノベルズ432、2021年4月23日発売、ISBN 978-4-7992-1481-7

## 漫画
『ユキカゼ』『決戦アリーナ』『アサギ3』の漫画は該当記事を参照。

### 対魔忍アサギアンソロジーコミックス
漫画9名、イラスト（カバーイラスト含む）3名のアンソロジーコミックス。
- 『対魔忍アサギアンソロジーコミックス』二次元ドリームコミックス117、2007年12月27日発売、ISBN 978-4-86032-505-3

### 闘神艶戯Vol.3
表紙兼作画いっせーによる『対魔忍アサギ 悦楽のロストアイランド』に、オリジナル漫画が8作品を合わせたアンソロジーコミック。
- 『闘神艶戯Vol.3』二次元ドリームコミックス191、2009年10月16日発売、ISBN 978-4-86032-822-1

### コミックアンリアルアンソロジー Lilith Collection 2
表紙兼作画あまぎみちひとによる『アサギ』『ムラサキ』と同名の各1話に、リリスの別ゲーム『監獄戦艦』など8作品のコミカライズを合わせたアンソロジーコミック。
- 『コミックアンリアルアンソロジー Lilith Collection 2』アンリアルコミックス50、2010年2月26日発売、ISBN 978-4-86032-882-5

### 対魔忍アサギ 恥虐の暗黒遊戯 －THE COMIC－
原作BLACK LiLiTHおよびKyphosus、作画高浜太郎による『恥虐の暗黒遊戯』のコミカライズ版。
大筋は小説と同じだが、最後のアサギの反撃手段（理由）など、小説からの変更点も存在する。アンソロジーコミックの闘神艶戯vol.13から名称変更のメガミクライシスvol.4にかけて不定期で連載。
- 『対魔忍アサギ 恥虐の暗黒遊戯 －THE COMIC－』二次元ドリームコミックス265、2012年2月28日発売、ISBN 978-4-7992-0207-4

## アダルトビデオ
『対魔忍アサギ』『対魔忍ユキカゼ』『対魔忍ムラサキ』『対魔忍アスカ』のアダルトビデオは該当記事を参照。

## 主題歌
幻夢想歌/薬師るり、作詞/SIN、作曲・編曲/LOVE★ROCKS。OVA『魔界騎士イングリッド』のクロージングクレジット。
R.E.D歌/舞子、作詞・作曲・編曲/六弦A助（六弦アリス）。対魔忍ユキカゼのエンディングテーマで、同作のOVA版でもエンディングテーマとして採用されている。#LVC収録。
カタルシスの夢歌/舞子、作詞・作曲・編曲/六弦A助（六弦アリス）。対魔忍アサギ3および対魔忍アサギ 淫謀の東京キングダムのオープニングクレジット。#LVC収録。
私の鳥籠の中の私歌/舞子、作詞・作曲・編曲/六弦A助（六弦アリス）。対魔忍アサギ3のクロージングクレジット。#LVC収録。
ASAGI歌・作詞/なかせひな、作曲・編曲/青田新名。対魔忍アサギ3のイメージソング。
碧眼の魔歌/舞子、作詞・作曲・編曲/六弦A助（六弦アリス）。対魔忍アサギ 決戦アリーナのオープニングクレジット。#LVC収録。
誓いの爪痕歌/レジ、作詞・作曲・編曲/六弦A助（六弦アリス）。対魔忍ユキカゼ2のオープニング&クロージングクレジット。#LVC収録。
Duel gate歌/カヒーナムジカ、作詞・作曲/mo2、編曲/廣澤優也。#対魔忍 紅のオープニング&クロージングクレジット。#LVC収録。
ZERφ歌/Ruy、作詞・作曲・編曲/六弦A助。対魔忍アサギZEROのオープニング&クロージングクレジット。ゲームのパッケージ版特典サウンドトラックに収録されている。
THE LIGHT歌/Ruy、作詞・作曲・編曲/六弦A助。対魔忍RPG / RPGXのオープニングクレジット）。
Inside of the uroboros歌/カヒーナムジカ。#ママは対魔忍のオープニング&クロージングクレジット。

## 関連商品

### 書籍
- 『nuye / ヌイェ カガミビジュアルワークス』インフィニブレイン、2007年7月27日発売。短編小説「対魔忍アサギ外伝【学園淫獣】と「対魔忍ムラサキ外伝【もうひとつの結末】 」が収録されている。
- 『irenka / イレンカ カガミビジュアルワークス』同上、2011年2月25日発売。
- 『対魔忍アサギ 決戦アリーナ キャラクターコレクション』KADOKAWA、2015年12月10日発売、ISBN 978-4-0473-0904-3：『決戦アリーナ』の設定資料集である。特典として漫画『対魔忍アサギ3外伝 〜炎美・火生変〜』や、限定カード「常森 蓮華」シリアルナンバーやドラマCDなどが付属している。

### CD
主題歌集
- 『LILITH VOCAL COLLECTION』LiLiTH、2016年5月27日発売：Lilith作品の主題歌を収録したCDアルバム。ただし、主題歌のうち、「無限連歌」「幻夢想」「ASAGI」の3曲は未収録である。

ドラマCD（グッズ付属のものを除く）
- 『対魔忍ユキカゼ催眠CD ゆきかぜの甘い囁き』LILITH NET SHOP、ダウンロード版：2013年12月20日&パッケージ版：同30日予約販売

### その他
このほか、フィギュア（さくら）などのような商品展開もなされている。